# Lars Gule

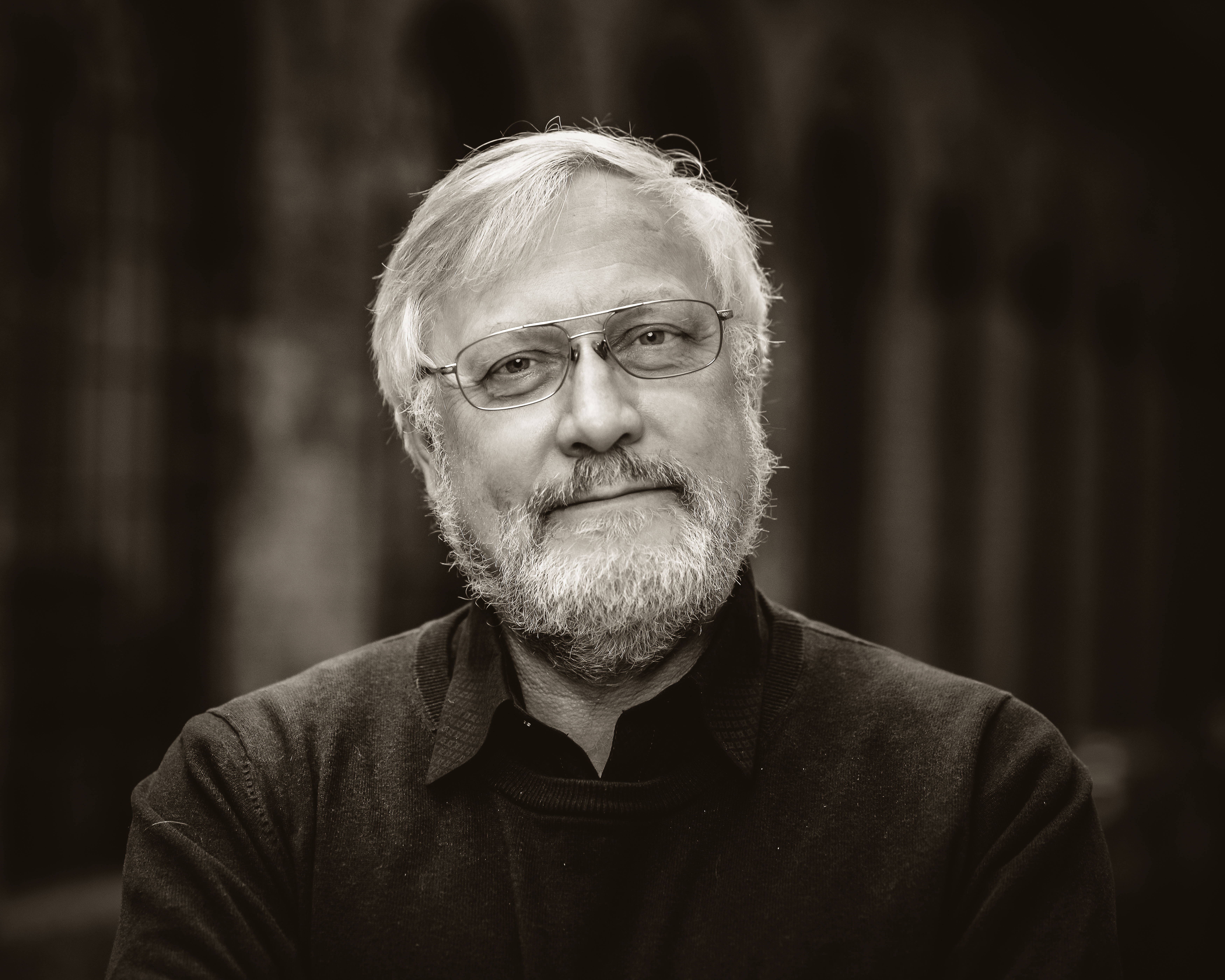
Lars Gule (2017)

Lars Gule (* 24. Juni 1955 in Oslo) ist ein norwegischer Philosoph, Historiker und Sozialwissenschaftler.

## Leben
Als junger Mann wurde Lars Gule 1977 wegen der Überführung von Sprengstoff, der für einen Terroranschlag der Demokratischen Front zur Befreiung Palästinas auf ein Ziel in Israel bestimmt war, im libanesischen Beirut festgenommen. Aufgrund des illegalen Sprengstoffbesitzes wurde er zu einem halben Jahr Gefängnis verurteilt, nicht jedoch wegen Teilnahme an einer terroristischen Aktion.
1978 begann er ein Studium der Philosophie, der Geschichte und der Sozialwissenschaften an der Universität Bergen. Während dieser Zeit distanzierte er sich vom Marxismus als Ideologie, verwarf das Konzept des Klassenkampfes und verurteilte die „linke Gewaltromantik“. Er schloss sich der sozialdemokratischen Jugendorganisation Arbeidernes Ungdomsfylking an und leitete zeitweise deren akademische Gruppe an der Universität Bergen, ohne jedoch Mitglied der Mutterorganisation (Arbeiderpartiet) zu werden.
Nach dem Studium, das er 1986 mit einem Magistergrad abschloss, nahm Gule zunächst diverse Verwaltungsaufgaben an der Universität Bergen wahr, so ab 1987 am Institut für Sprachen und Kulturen des Nahen Ostens und am Institut für Wissenschaftstheorie. 1989 wechselte er an das Chr. Michelsens Institutt, einer selbständigen Forschungseinrichtung in Bergen, die sich mit Menschenrechts- und Entwicklungshilfefragen befasst. Von 1998 bis 2000 war er Koordinator des Forschungsprogramms Nature, Society and Water an der Universität Bergen. An derselben Hochschule promovierte er 2003 mit der Arbeit Social Development and Political Progress in Two Traditions. A Conceptual and Comparative Analysis of Western and Arab-Islamic Ideas of Social and Political Change and Improvement. Seit 2006 ist er in wissenschaftlichen Funktionen an der Hochschule Oslo (Bezeichnung seit August 2011: Hochschule Oslo/Akershus) tätig. Zunächst arbeitete er am Zentrum für multikulturelle und internationale Arbeit, später unter anderem in der Lehrerausbildung.
Von 2000 bis 2005 war Gule Generalsekretär des Norwegischen Humanistischen Verbandes (Human-Etisk Forbund, HEF). Während dieser Zeit und auch in mehreren Publikationen danach klagte er mehrfach totalitäre Ideologien und Religionen an. Unter anderem kritisierte er die am Maoismus orientierte ehemalige norwegische  Partei AKP (heute Rødt), die zeitweise großen Einfluss auf norwegische Intellektuelle ausübte, für ihre widersprüchliche Menschenrechtspolitik, welche die „Brutalität Stalins, die grausamen Absurditäten Maos und den Völkermord Pol Pots“ systematisch ignoriert habe. Gules wiederholt vorgebrachte Kritik am islamischen Fundamentalismus führte zu Debatten in seinem Heimatland; gleichzeitig verteidigte er die Religionsfreiheit der Moslems in Norwegen.
Seine kritische und zum Teil ablehnende Haltung gegenüber dem Staat Israel hat Gule beibehalten. So warf er dem Land in einem 2006 erschienenen Artikel eine „rassendiskriminierende Politik“ gegenüber den Palästinensern vor. Darin distanzierte er sich zwar von der Resolution 3379 der UN-Generalversammlung, die Zionismus pauschal mit Rassismus gleichsetzte, befand jedoch, die Gesetzgebung und die politische Praxis in Israel bringe zum Ausdruck, „dass Palästinenser weniger wert seien als Juden“. Die diskriminierende Politik Israels rufe dabei Teile des palästinensischen beziehungsweise arabischen Judenhasses hervor. Daneben vertrat er die Ansicht, dass Kritik an Israel, sofern sie nicht „alle Juden und das Judentum mit Israel identifiziere“, keinesfalls mit „klassischem Antisemitismus“ gleichzusetzen sei. Gule verurteilte ferner „die Übergriffe, die Unterdrückung und die Diskriminierung“ in den arabischen Staaten sowie den palästinensischen Einsatz von Terror als politischem Mittel.

## Interviews zu den Anschlägen in Norwegen 2011
Im Jahr 2011 führten mehrere norwegische und ausländische Medien, unter ihnen der britische Sender BBC, Interviews mit Gule zu den Anschlägen in Norwegen 2011. Über die politischen Standpunkte des Täters Anders Behring Breivik sagte Gule, viele in Norwegen und ganz Europa würden denken wie Breivik. Nur sein radikales Handeln unterscheide ihn von den anderen. Er sorgte sich, wie lange diese Hemmschwelle zu radikalem Handeln, die von Breivik überschritten worden sei, noch aufrechterhalten werden könne. Für die Tat Breiviks gebe es zwei Erklärungen, eine psychologische und eine ideologische: „Psychiater müssen ihre Diagnose erst abgeben, aber man kann sagen, dass wir es mit einem größenwahnsinnigen Narziss zu tun haben. Diese Anlagen haben viele, warum wurde er nicht, wie andere, Extrembergsteiger oder Spitzensportler? Wegen seines politischen Interesses und seiner ideologischen Ausrichtung fand er eben zu dieser Aktion. Die Ideologie gab der Persönlichkeit ihre Richtung.“